# Porsche 908
La 908 è un'autovettura da competizione prodotta dalla Porsche dal 1968 al 1971 in varie versioni, con carrozzeria berlinetta e spider nonché con passi diversi in base alla destinazione d'uso. Nelle sue diverse "incarnazioni" vinse per quattro anni consecutivi la prestigiosa 1000 km del Nürburgring dal 1968 al 1971.
Il suo poderoso motore 8 cilindri boxer raffreddato ad aria aveva una cilindrata di 2,994 litri e sviluppava una potenza di 320 CV nella prima versione, accresciuti in seguito fino a superare i 350 CV con il modello 908-03 del 1970/1971.

## Storia
Il progetto della 908 prese vita allorché nell'estate del 1967 la C.S.I. (Commissione Sportiva Internazionale) comunicò che per la stagione 1968 del nascituro Campionato Internazionale Marche vi sarebbe stata una netta svolta nel regolamento tecnico.

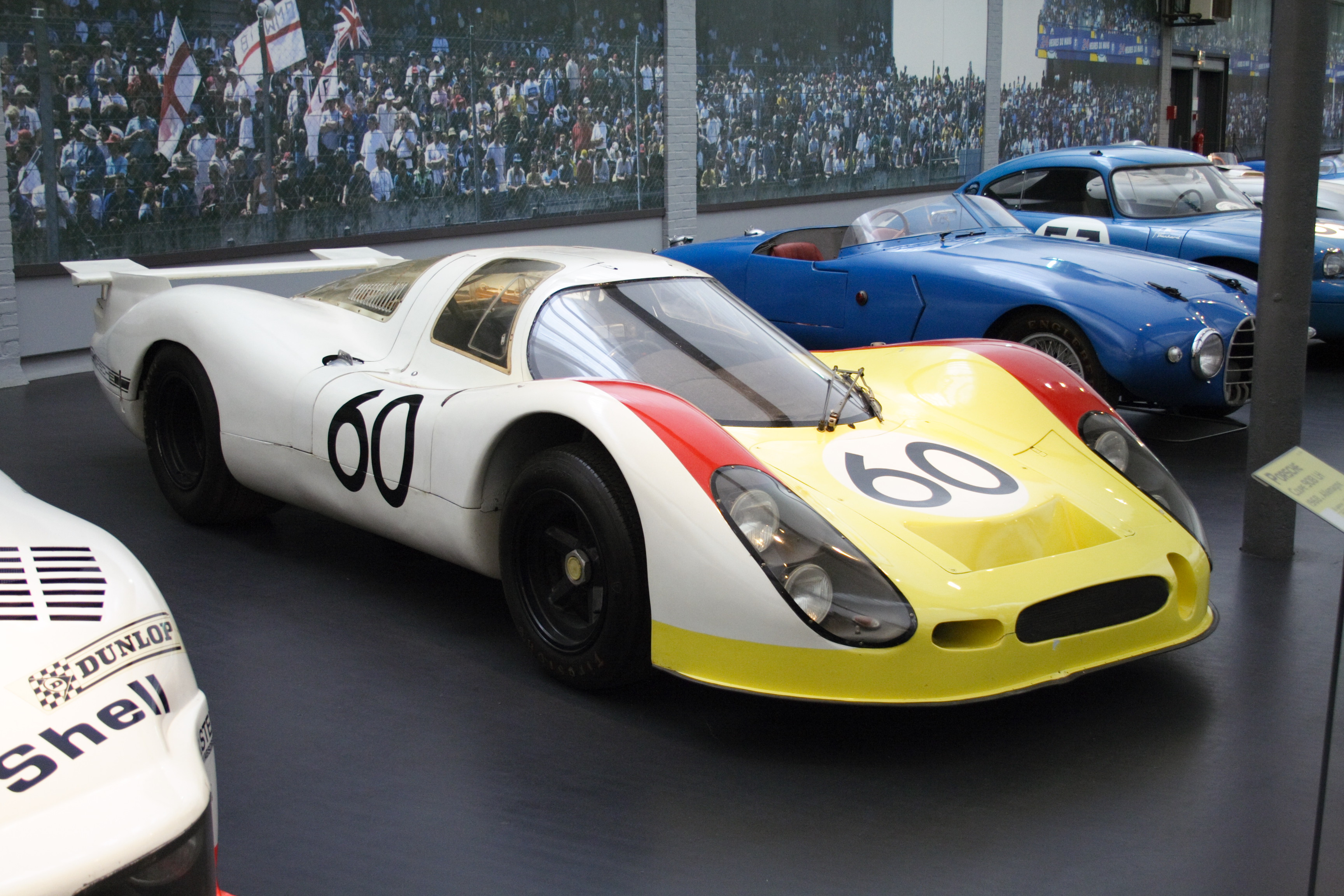
Porsche 908-01 Langheck (Codalunga), la versione utilizzata Le Mans

Viste le velocità sempre crescenti che si erano viste a partire dalla stagione 1966, in cui per i prototipi del Gruppo 6 non era previsto un requisito minimo di produzione e inoltre non era stabilito nessun limite di cilindrata, sebbene invece vi fossero limiti specifici alle vetture per quanto riguarda pesi, dimensioni e altre caratteristiche, per motivi di sicurezza, per la stagione 1968 fu deciso di imporre il limite di cilindrata di 3.000 cm³ e che al contempo i campionati per "Vetture Sport" (appartenenti al Gruppo 4 e da produrre per il 1968 in almeno 50 esemplari) e "Vetture Prototipo", fino ad allora separati, fossero fusi in un unico Campionato Internazionale Marche che comprendeva le gare più importanti e in cui entrambe le categorie potevano ambire alla vittoria. In seguito
La Porsche, fino ad allora dominatrice tra i prototipi della classe fino a 2 litri ed esperta di piccole cilindrate, decise di realizzare una vettura con motore di tre litri per poter ambire per la prima volta alla vittoria assoluta del campionato e si basò sulle esperienze maturate con le precedenti Porsche 906, 910 e 907.

## Tecnica

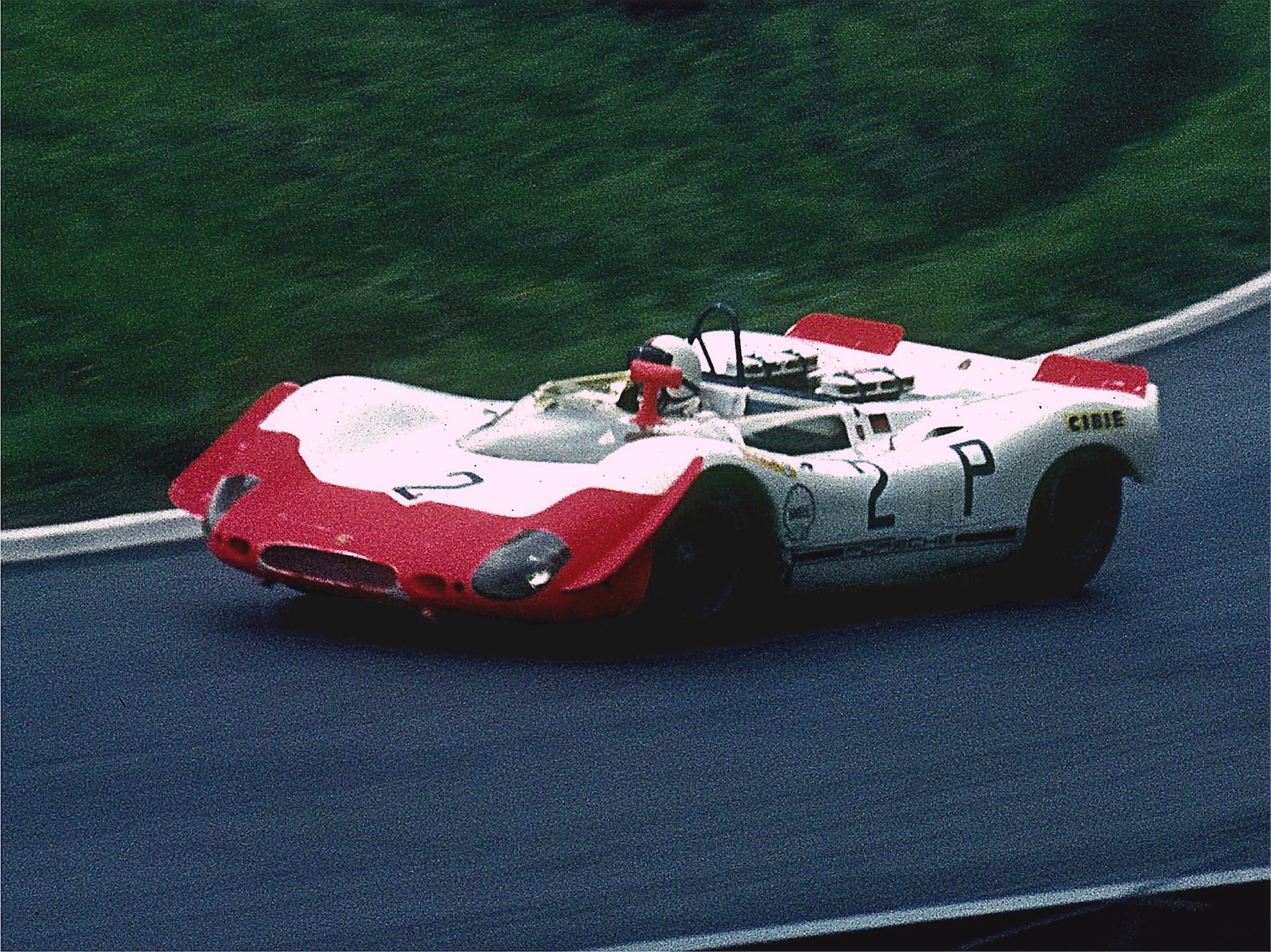
Porsche 908-02 (spyder), la versione utilizzata a partire dal 1969

Progettata all'insegna della leggerezza, la 908 nacque con la carrozzeria coupé (denominata 908/01) nelle versioni a coda corta e a coda lunga e, in seguito all'emanazione (per la stagione 1969) da parte della C.S.I. di ulteriori requisiti per le vetture del Gruppo 6 in merito al peso, all'eliminazione della ruota di scorta, all'abolizione dell'altezza minima del parabrezza e alle dimensioni del portabagagli, la vettura fu trasformata in spyder (denominata 908/02), anche questa nelle due versioni specifiche per i vari tracciati, mentre per la stagione 1970 si portò il progetto all'estremo, realizzando la superspecialistica 908/03, dove il concetto di leggerezza fu applicato alla vettura fina a raggiungere livelli eccezionali: basti pensare che l'intera carrozzeria della vettura barchetta era composta da un unico pezzo di vetroresina del peso di poco più di 12 kg.
Cuore del progetto era il nuovo propulsore, un motore boxer 8 cilindri da tre litri raffreddato ad aria a due valvole per cilindro (come nella migliore tradizione Porsche), accoppiato inizialmente al cambio a 6 rapporti della 907, che venne sostituito da un nuovo, più affidabile e appositamente progettato cambio a 5 rapporti a partire dalla stagione 1969.

## Carriera agonistica
Dopo la sconfitta nel 1968 patita dalla Porsche per mano della Ford, nel 1969 la casa tedesca si aggiudicò il titolo di categoria nel Campionato Mondiale Sportprototipi grazie soprattutto alle vittorie ottenute dal modello 908, sia nella versione normale che in quella a coda lunga, per i circuiti veloci; con il modello 908-01 a coda lunga Hans Herrmann perse però quell'anno la 24 Ore di Le Mans contro la Ford GT40 di Jacky Ickx per soli 120 metri distacco: probabilmente la sconfitta più famosa della storia delle corse. In seguito la Porsche cedette molti esemplari della 908 a squadre private
, in quanto la squadra ufficiale impiegava la più grossa e potente Porsche 917: con il modello 908-01 a coda corta, Steve McQueen giunse secondo alla 12 Ore di Sebring del 1970. Con questa vettura Porsche iniziò anche la sua avventura nel Campionato CanAm.

### 1970: la 908/03
Con la maturazione agonistica dalla Porsche 917, su cui la Casa di Stoccarda puntava per la vittoria assoluta nel mondiale Marche, per la stagione 1970 fu realizzato il modello 908/03, noto anche col soprannome di "bicicletta" (per via del peso di soli 500 kg), che nacque dall'unione del motore della 908/01 con un telaio della leggerissima Porsche 909 "Bergspyder" (auto nata per le cronoscalate) leggermente modificato per ridurre ulteriormente il peso e ottenere una vettura imbattibile nei circuiti tortuosi come il Nürburgring e quello della Targa Florio, gli unici in cui fu impiegata dalle squadre ufficiali Porsche J.W. Automotive Engineering Ltd., KG Salzburg e Martini International in sostituzione della pesante e poco adatta 917. La vettura fu protagonista di una doppietta alla Targa Florio del 1970 e proseguì il dominio Porsche alla 1000 km del Nürburgring.

### 1975: la 908/03 Turbo

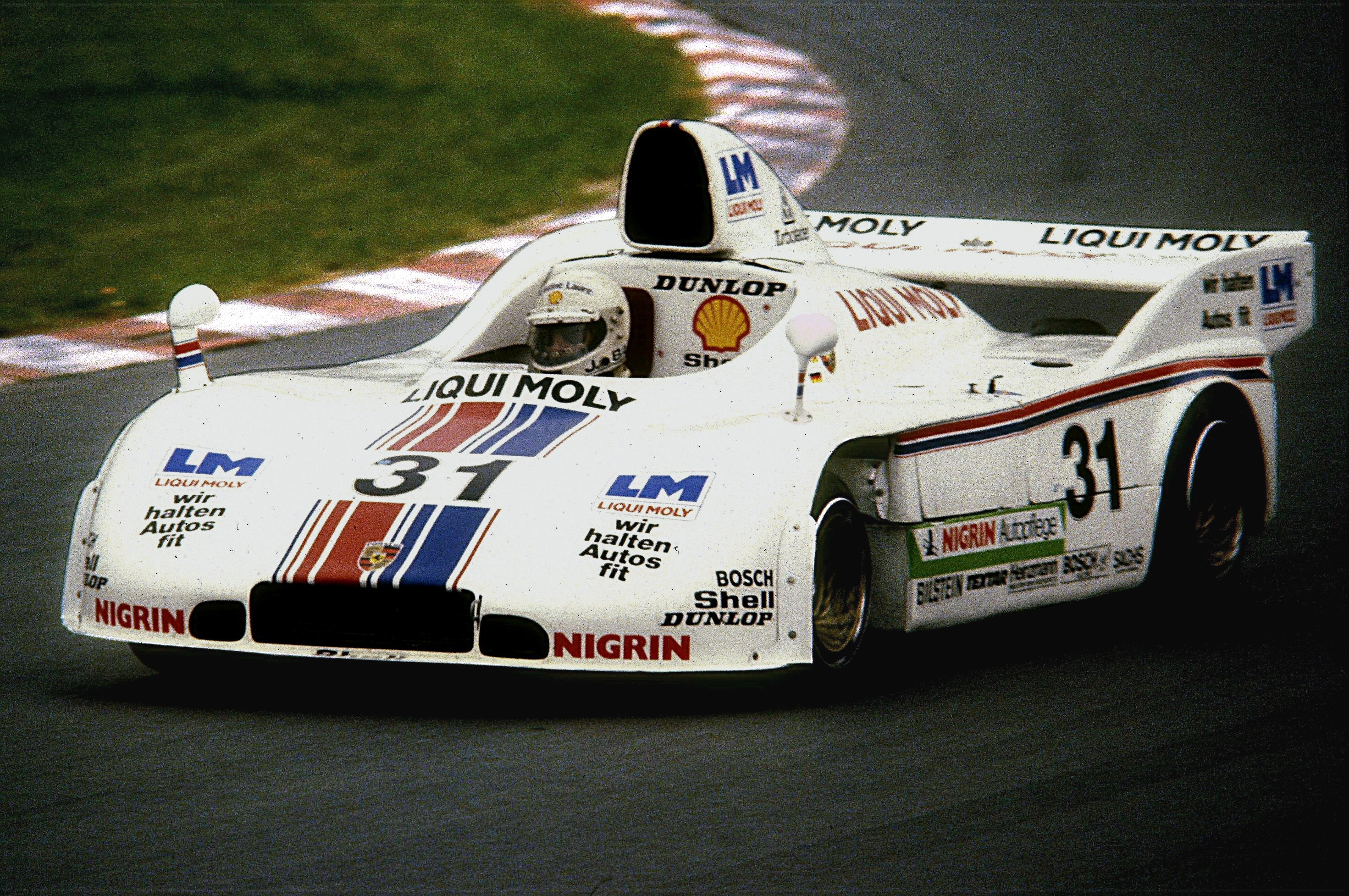
La 908-03 Turbo del Joest Racing nel 1980

Per la stagione 1975, alcune Porsche 908/03 furono dotate da un nuovo motore 6 cilindri boxer turbo derivato da quello della Gran Turismo Carrera RSR Turbo ufficiale, al posto del non più competitivo 8 cilindri boxer aspirato e di queste la più vittoriosa fu quella della scuderia Joest Racing. Ma il progetto era agli inizi e nonostante i tre podi conseguiti nelle prime gare di campionato (e messi in guardia dal ritiro per rottura del turbo alla 1000 km del Nürburgring), la scuderia Joest preferì presentarsi alla 24 Ore di Le Mans 1975 con una Porsche 908-03 dotata del più affidabile 8 cilindri boxer aspirato e di una carrozzeria a coda lunga in quanto la vettura col motore nuovo non era stata ritenuta affidabile sulla distanza delle 24 ore: con la vecchia 908/03 riadattata Reinhold Joest, Jürgen Barth e Mario Casoni arrivarono quarti assoluti.
In ogni caso le esperienze fatte servirono per la Porsche 936 del 1976. Negli anni seguenti altri team privati modificarono la carrozzeria e la veste aerodinamica delle loro 908 ispirandosi alla 936. L'ultimo modello di 908 Turbo fu la 908/80: in realtà si trattava di una vettura realizzata da Joest su disegni Porsche, assemblando il telaio fornito dalla casa con il motore della 935/77 (nella versione di 2135cc e raffreddato ad aria in uso anche sulla 936 nel 1976-77) con una carrozzeria realizzata dal preparatore tedesco: partecipò alla 24 Ore di Le Mans 1980 arrivando seconda. Tale scelta era stata decisa da alcuni dirigenti Porsche che desideravano veder partecipare una vettura adatta a vincere, ma senza un impegno ufficiale della casa. Negli anni successivi la vettura gareggiò regolarmente come "936",